# Sebastian Forke
Sebastian Forke (ur. 13 marca 1987) – niemiecki kolarz szosowy, zawodnik grupy Team Nutrixxion.
Największym sukcesem kolarza jest zwycięstwo w wyścigu Dookoła Mazowsza w 2010 roku.

## Najważniejsze zwycięstwa i sukcesy
- 2007
  - etap w Brandenburg-Rundfahrt
- 2010
  - wygrany Wyścig Dookoła Mazowsza i wszystkie cztery etapy (!)